# Liste der Grade-I-Bauwerke in Nottinghamshire
| Lage von Nottinghamshire in England                                                                                                 |
| Gliederung von Nottinghamshire |
| 1. Rushcliffe 2. Broxtowe 3. Ashfield 4. Gedling 5. Newark and Sherwood 6. Mansfield 7. Bassetlaw 8. Nottingham (Unitary Authority) |

Die Liste der Grade-I-Bauwerke in Nottinghamshire verzeichnet die als Grade-I-Listed-Buildings eingestuften Bauwerke, die in der Grafschaft Nottinghamshire liegen.
Von den rund 373.000 Listed Buildings in England sind etwa 9000, also rund 2,4 %, als Grade I eingestuft. Davon befinden sich etwa 147 in Nottinghamshire.

## Ashfield
1. Church of St Katharine, Ashfield, NG17
2. Ruins of Church of All Saints, Annesley, Ashfield, NG15

## Bassetlaw
1. Apleyhead Lodge, Elkesley, Bassetlaw, S80
2. Blyth New Bridge, Blyth, Bassetlaw, S81
3. Blyth Priory Church of Saint Mary and Saint Martin, Blyth, Bassetlaw, S81
4. Church of All Saints, Babworth, Bassetlaw, DN22
5. Church of All Saints, Mattersey, Bassetlaw, DN10
6. Church of All Saints, Misterton, Bassetlaw, DN10
7. Church of All Saints, Rampton, Bassetlaw, DN22
8. Church of All Saints, West Markham, Bassetlaw, NG22
9. Church of All Saints, West Markham, Bassetlaw, NG22
10. Church of St Bartholomew, Sutton, Bassetlaw, DN22
11. Church of St Cuthbert and St Mary, Worksop Priory, and Remains of Cloister Wall, Bassetlaw, S80
12. Church of St Giles, Elkesley, Bassetlaw, DN22
13. Church of St Gregory, Fledborough, Bassetlaw, NG22
14. Church of St John the Baptist, Clarborough and Welham, Bassetlaw, DN22
15. Church of St John the Baptist, East Markham, Bassetlaw, NG22
16. Church of St John the Baptist, Treswell, Bassetlaw, DN22
17. Church of St John the Baptist and Boundary Wall, Misson, Bassetlaw, DN10
18. Church of St John the Evangelist, Carlton in Lindrick, Bassetlaw, S81
19. Church of St Martin, North Leverton with Habblesthorpe, Bassetlaw, DN22
20. Church of St Martin, Saundby, Bassetlaw, DN22
21. Church of St Mary, Norton and Cuckney, Bassetlaw, NG20
22. Church of St Mary Magdalene, Walkeringham, Bassetlaw, DN10
23. Church of St Mary the Virgin, Clumber and Hardwick, Bassetlaw, S80
24. Church of St Nicholas, Sturton Le Steeple, Bassetlaw, DN22
25. Church of St Nicholas, Tuxford, Bassetlaw, NG22
26. Church of St Oswald, Dunham-on-Trent, Bassetlaw, NG22
27. Church of St Peter, Clayworth, Bassetlaw, DN22
28. Church of St Peter, East Drayton, Bassetlaw, DN22
29. Church of St Peter, Gamston, Bassetlaw, DN22
30. Church of St Peter, Hayton, Bassetlaw, DN22
31. Church of St Peter, Headon cum Upton, Bassetlaw, DN22
32. Church of St Peter, Laneham, Bassetlaw, DN22
33. Church of St Wilfred, Marnham, Bassetlaw, NG23
34. College Offices, Welbeck, Bassetlaw, S80
35. Gateway from Manor Farm to Churchyard and Attached Walls 7 Metres West of Manor Farmhouse, Rampton, Bassetlaw, DN22
36. Hodsock Priory Gatehouse and Bridge, Hodsock, Bassetlaw, S81
37. Manor Lodge, Bassetlaw, S80
38. Remains of Church of St Helen, North and South Wheatley, Bassetlaw, DN22
39. Serlby Hall, Blyth, Bassetlaw, DN10
40. Welbeck Abbey and Attached Picture Gallery, Chapel and Library, Welbeck, Bassetlaw, S80
41. Worksop Manor, House and Stable Block, Bassetlaw, S80
42. Worksop Priory Gatehouse, Bassetlaw, S80

## Broxtowe
1. Anglo Saxon Cross 50 Metres East of Church of St Helen, Stapleford, Broxtowe, NG9
2. Building D10 at Boots Factory Site, Broxtowe, NG90
3. Building D6 at Boots Factory Site, Broxtowe, NG90
4. Church of All Saints, Strelley, Broxtowe, NG8
5. Church of St Mary the Virgin, Broxtowe, NG9

## Gedling
1. Church of All Hallows, Gedling, NG4
2. Church of Holy Trinity, Lambley, Gedling, NG4
3. Church of St Helen, Burton Joyce, Gedling, NG14
4. Church of St James, Papplewick, Gedling, NG15
5. Newstead Abbey and Adjoining Boundary Wall, Newstead, Gedling, NG15
6. Papplewick Hall, Papplewick, Gedling, NG15

## Mansfield
1. Church of St Augustine, Warsop, Mansfield, NG19
2. Church of St Peter and St Paul, Warsop, Mansfield, NG20
3. Church of St Peter and St Paul, Mansfield, NG18

## Newark and Sherwood
1. Bishops Manor and Remains of Bishops Palace, Southwell, Newark and Sherwood, NG25
2. Church of All Saints, Barnby in the Willows, Newark and Sherwood, NG24
3. Church of All Saints, Collingham, Newark and Sherwood, NG23
4. Church of All Saints, Sutton-on-Trent, Newark and Sherwood, NG23
5. Church of All Saints, Weston, Newark and Sherwood, NG23
6. Church of All Saints, Hawton, Newark and Sherwood, NG24
7. Church of Holy Trinity, Rolleston, Newark and Sherwood, NG23
8. Church of St Andrew, Caunton, Newark and Sherwood, NG23
9. Church of St Bartholomew, Kneesall, Newark and Sherwood, NG22
10. Church of St Bartholomew, Langford, Newark and Sherwood, NG23
11. Church of St Giles, Cromwell, Newark and Sherwood, NG23
12. Church of St Giles, Holme, Newark and Sherwood, NG23
13. Church of St Giles, Balderton, Newark and Sherwood, NG24
14. Church of St Helen, South Scarle, Newark and Sherwood, NG23
15. Church of St John the Baptist, Collingham, Newark and Sherwood, NG23
16. Church of St John of Jerusalem, Winkburn, Newark and Sherwood, NG22
17. Church of St Lawrence, Norwell, Newark and Sherwood, NG23
18. Church of St Margaret, Bilsthorpe, Newark and Sherwood, NG22
19. Church of St Mary, Edwinstowe, Newark and Sherwood, NG21
20. Church of St Mary, Egmanton, Newark and Sherwood, NG22
21. Church of St Mary, Lowdham, Newark and Sherwood, NG14
22. Church of St Mary Magdalene and Attached Railing, Newark, Newark and Sherwood, NG24
23. Church of St Michael, Averham, Newark and Sherwood, NG23
24. Church of St Michael, Laxton and Moorhouse, Newark and Sherwood, NG22
25. Church of St Michael the Archangel and Attached Wall and Railings, Halam, Newark and Sherwood, NG22
26. Church of St Peter, Thurgarton, Newark and Sherwood, NG14
27. Church of St Peter, Farndon, Newark and Sherwood, NG24
28. Church of St Peter and St Paul, Oxton, Newark and Sherwood, NG25
29. Church of St Peter and St Paul, Upton, Newark and Sherwood, NG23
30. Church of St Radegund, Maplebeck, Newark and Sherwood, NG22
31. Church of St Wilfrid, Kelham, Newark and Sherwood, NG24
32. Church of St Wilfrid, North Muskham, Newark and Sherwood, NG23
33. Church of St Wilfrid, South Muskham, Newark and Sherwood, NG23
34. Church of the Holy Cross, Epperstone, Newark and Sherwood, NG14
35. Church of the Holy Rood, Ossington, Newark and Sherwood, NG23
36. Elston Chapel, Elston, Newark and Sherwood, NG23
37. Governor’s House, Newark, Newark and Sherwood, NG24
38. Kelham Hall, Kelham, Newark and Sherwood, NG24
39. Minster Church of St Mary the Virgin with Attached Chapter House, Southwell, Newark and Sherwood, NG25
40. Remains of Newark Castle, Newark, Newark and Sherwood, NG24
41. Rufford Abbey, Rufford, Newark and Sherwood, NG22
42. Statue 70 Metres West of Thoresby Hall, Perlethorpe cum Budby, Newark and Sherwood, NG22
43. Thoresby Hall and Adjoining Outbuildings, Gate and Railings, Perlethorpe cum Budby, Newark and Sherwood, NG22
44. Town Hall, Newark, Newark and Sherwood, NG24
45. Winkburn Hall and Attached Wall, Winkburn, Newark and Sherwood, NG22

## Nottingham(Unitary Authority)
1. Castle Museum and Art Gallery, Nottingham, NG1
2. Church of St Mary, Nottingham, NG1
3. Church of St Mary the Virgin, Nottingham, NG11
4. Church of St Peter with St James, Nottingham, NG1
5. Clifton Hall, Nottingham, NG11
6. Nottingham Castle Gatehouse, Outer Bridge and Adjoining Gateway, Nottingham, NG1
7. Nottingham Castle Outer Bailey Wall and Towers, Nottingham, NG1
8. Statue of Captain Albert Ball, Nottingham Castle, Nottingham, NG1
9. Wollaton Hall, Nottingham, NG8

## Rushcliffe
1. Bunny Hall, Bunny, Rushcliffe, NG11
2. Church of All Saints, Cotgrave, Rushcliffe, NG12
3. Church of All Saints, Granby, Rushcliffe, NG13
4. Church of Holy Trinity holy Trinity Church, Wysall, Rushcliffe, NG12
5. Church of Holy Trinity, Ratcliffe on Soar, Rushcliffe, NG11
6. Church of St Andrew, Langar cum Barnstone, Rushcliffe, NG13
7. Church of St Augustine, Flintham, Rushcliffe, NG23
8. Church of St Edmund, Holme Pierrepont, Rushcliffe, NG12
9. Church of St George, Barton in Fabis, Rushcliffe, NG11
10. Church of St Giles, Cropwell Bishop, Rushcliffe, NG12
11. Church of St Helena, Thoroton, Rushcliffe, NG13
12. Church of St James, Normanton on Soar, Rushcliffe, LE12
13. Church of St John of Beverley, Scarrington, Rushcliffe, NG13
14. Church of St Lawrence, Gotham, Rushcliffe, NG11
15. Church of St Luke, Hickling, Rushcliffe, LE14
16. Church of St Luke, Upper Broughton, Rushcliffe, LE14
17. Church of St Mary, Car Colston, Rushcliffe, NG13
18. Church of St Mary, East Leake, Rushcliffe, LE12
19. Church of St Mary, Orston, Rushcliffe, NG13
20. Church of St Mary and Adjoining Wall, Bunny, Rushcliffe, NG11
21. Church of St Mary and All Saints, Bingham, Rushcliffe, NG13
22. Church of St Mary and All Saints, Willoughby on the Wolds, Rushcliffe, LE12
23. Church of St Mary Magdalene, Keyworth, Rushcliffe, NG12
24. Church of St Mary the Virgin, Plumtree, Rushcliffe, NG12
25. Church of St Peter, East Bridgford, Rushcliffe, NG13
26. Church of St Peter, Sibthorpe, Rushcliffe, NG23
27. Church of St Wilfrid, Screveton, Rushcliffe, NG13
28. Church of St Winifred, Kingston on Soar, Rushcliffe, NG11
29. Church of the Holy Trinity, Tithby, Rushcliffe, NG13
30. Flintham Hall and Adjoining Terrace Wall, Flintham, Rushcliffe, NG23
31. Holme Pierrepont Hall, Holme Pierrepont, Rushcliffe, NG12
32. Pigeoncote, Sibthorpe, Rushcliffe, NG23
33. Remains of Church of St Mary, Colston Bassett, Rushcliffe, NG12
34. Thrumpton Hall and Attached Range of Outbuildings, Thrumpton, Rushcliffe, NG11
35. Church of St John the Baptist, Stanford on Soar, Rushcliffe, LE12